# Oltchim
Oltchim Râmnicu Vâlcea este un combinat chimic din România deținut de grupul Chimcomplex. Înființat în anul 1966, combinatul este un important producător de sodă caustică, polioli și propilenglicol.
Platforma a fost concepută ca parte a unui complex chimic împreună cu rafinăria Arpechim din Pitești de la care se aproviziona cu materie primă provenită de la secția de petrochimie și cu care combinatul este conectat printr-o rețea de conducte. În anul 2009, Oltchim a preluat de la compania OMV Petrom secția de petrochimie a rafinăriei Arpechim în vederea asigurării de materii prime, în special etilenă și propilenă. Închiderea rafinăriei în anul 2011 a pus în dificultate combinatul Oltchim, care a început să intre în declin.
În anul 2012 a avut loc o încercare de privatizare a combinatului, al cărui pachet majoritar de acțiuni era deținut de Ministerul Economiei, însă procedura s-a încheiat cu un eșec. La scurt timp după aceea, producția a fost sistată iar la începutul anului 2013 combinatul a intrat în insolvență, pe fondul unor datorii de 800 milioane de euro. În anul 2018 combinatul a intrat oficial în portofoliul grupului Chimcomplex printr-o tranzacție în valoare de 127 milioane euro, iar în luna mai 2019 compania Oltchim a intrat în faliment.
Oltchim a devenit cunoscut și pentru sponsorizarea clubului CS Oltchim Râmnicu Vâlcea, care a devenit una dintre cele mai prestigioase cluburi de handbal feminin din România și din Europa.

## Istoric
Compania a fost înființată în anul 1966 sub numele de Combinatul Chimic Râmnicu Vâlcea. Noua platformă, care ocupa o suprafață de 223 de hectare, era amplasată într-o regiune bogată în resurse, în special sare, petrol, cărbuni și calcar, beneficiind în același timp și de existența unei centrale electrice de termoficare ce putea aproviziona platforma cu abur industrial.
În anul 1967 începe construcția primelor instalații: clorosodice, oxo-alcooli, clorură de vinil, policlorură de vinil și HCH-lindan, toate bazate pe licențe străine. În anul 1968 este pusă în funcțiune prima unitate de producție, Electroliza I, iar în anul următor sunt puse în funcțiune și primele instalații.
Între anii 1970 și 1990 a avut loc o continuă dezvoltare a profilului de producție prin construirea unor noi capacități de producție și diversificarea gamelor de produse: sodă caustică, solvenți clorurați, propilenoxid, propilenglicol, polieteri polioli, fosgen, intermediari organici și pesticide.
În anul 1990 combinatul devine o societate pe acțiuni sub numele de S.C. Oltchim S.A. La acel moment în combinat lucrau în jur de 15.000 de salariați și avea cinci linii de producție: produse clorosodice; polioli și polieteri; oxoalcooli și plastifianți; policlorură de vinil (PVC); și pesticide. În anii următori platforma a continuat să se dezvolte atât prin modernizarea instalațiilor existente, cât și prin extinderea gamelor de produse: ambalaje de volum mic, panouri celulare din PVC, panouri termoizolante, profile PVC pentru uși și ferestre și var industrial. Începând din anul 1997 Oltchim este cotată la Bursa de Valori București, sub simbolul OLT.
În anul 2007 a fost sistată producția de pesticide iar în anul următor a fost sistată producția de PVC, după ce OMV Petrom a încetat livrările de etilenă către combinat prin închiderea instalației de petrochimie a rafinăriei Arpechim. La acel moment, Oltchim era singurul producător de policlorură de vinil din România și printre cei mai mari din Europa, avea o capacitate de producție de 450.000 tone PVC/an iar produsul reprezenta peste 35% din cifra de afaceri a combinatului. În decembrie 2009 Oltchim a preluat secția de petrochimie a rafinăriei Arpechim contra sumei de 13 milioane de euro. Totuși, OMV Petrom a decis închiderea definitivă a rafinăriei în anul 2011 iar Oltchim, care era conectat direct cu Arpechim printr-o rețea de conducte, a rămas astfel fără materie primă.
În septembrie 2012 a fost organizată o licitație pentru preluarea a 54,8% din acțiunile Oltchim deținute de Ministerul Economiei. Licitația a fost câștigată de politicianul și magnatul TV Dan Diaconescu, care a oferit 203 milioane de lei (45 milioane euro) pentru acțiuni; la licitație au mai participat grupul german PCC, Aisa Invest și Chimcomplex, ultimele două deținute de omul de afaceri Ștefan Vuza. Câteva săptămâni mai târziu licitația a fost anulată deoarece Dan Diaconescu nu a semnat documentele oficiale în timp util și nu a demonstrat că deține banii necesari.
În anul 2013 activitatea a fost sistată total iar societatea a intrat în insolvență pe fondul unor datorii de 800 milioane euro, după ce nu a mai înregistrat profit din anul 2006. Producția a fost ulterior reluată iar la nivelul anului 2018 combinatul mai avea în jur de 2.000 de angajați.
În anul 2018 grupul Chimcomplex a preluat secțiile viabile ale combinatului (clorosodice, oxo-alcooli și polioli) pentru suma de 127 milioane euro iar în mai 2019 Tribunalul Vâlcea a decis intrarea în faliment a companiei Oltchim, platforma industrială devenind astfel o sucursală a grupului Chimcomplex. Intrarea în faliment a însemnat și delistarea companiei Oltchim de la Bursă.

### Istoria recentă
În luna iulie 2022 a fost inaugurată o instalație de producție de polioli speciali, după o investiție de 40 milioane de euro. Poliolii produși aici sunt utilizați în producția de spume flexibile, semiflexibile și rigide, agenți de etanșare, cerneluri, elastomeri și adezivi.

## Sport
Combinatul Oltchim a fost principalul sponsor al clubului CS Oltchim Râmnicu Vâlcea, una dintre cele mai prestigioase cluburi de handbal feminin din România și din Europa. Clubul a câștigat 19 titluri de campioană, 13 Cupe ale României, 2 Supercupe ale României, precum și 5 cupe europene. Clubul s-a desființat în anul 2013 din cauza problemelor financiare cauzate de intrarea în insolvență a principalului sponsor.
De asemenea, combinatul a mai sponsorizat și un club de fotbal, FC Oltchim Râmnicu Vâlcea, un club care a evoluat predominant în Liga a III-a; acest club s-a desființat în anul 2012.